# Workin (Yasin)
Workin è un singolo del rapper svedese Yasin, pubblicato il 12 aprile 2020 come primo estratto dal primo album in studio 98.01.11.

## Tracce
Testi di Yasin Mahmoud.
1. Workin – 2:21

## Formazione
- Yasin – voce
- Amr Bdr – produzione

## Classifiche

### Classifiche settimanali
| Classifica (2020) | Posizione massima |
| ----------------- | ----------------- |
| Svezia            | 5                 |

### Classifiche di fine anno
| Classifica (2020) | Posizione |
| ----------------- | --------- |
| Svezia            | 58        |